# آخرین روزهای پمپی (فیلم ۱۹۳۵)
آخرین روزهای پمپی (انگلیسی: The Last Days of Pompeii) فیلمی آمریکایی در سبک درام و حماسی به کارگردانی ارنست بی. شودزاک و مریان کوپر است که در سال ۱۹۳۵ منتشر شد.

## بازیگران
- پرستون فاستر
- بازیل رتبون
- لوئیس کالهرن
- آلن هیل
- ادوارد وان اسلون
- ادوین ماکسول
- فرانک کانروی
- هری کولکر
- جک مولهال
- جیم تورپ
- جان دیویدسون
- ماری آزبورن ییتس
- رجینالد بارلو
- وارد باند
- ویلیام وی. مونگ
- دیوید هولت
- سیمونا بانیفیس
- تئودور لورچ
- ماری کینل
- زِفی تیلبری